# デインヒル
デインヒル (英語: Danehill) とはアメリカ産の競走馬（サラブレッド）、種牡馬である。競走馬としては短距離戦で実績を残したが、種牡馬としては距離を問わず多数の活躍馬を輩出して大成功を収めた。さらに後継種牡馬も育っており、世界中でデインヒル系が形成されつつある。北半球と南半球を渡るシャトルサイアーの先駆であり、世界でも勢いのある系統の祖であるといえる。2003年に放牧中に転倒し死亡した。

## 現役時代
現役時代はイギリス、フランス、アイルランドで走り9戦4勝の成績を収めた。G1競走の勝利は1989年に開催されたスプリントカップの1勝のみ。クラシックは2000ギニーでナシュワンの3着、アイリッシュ2000ギニーでシャーディーの4着。そのほかの勝ち鞍はコーク＆オラリーステークス(G3)、ヨーロピアンフリーハンデキャップ(LR)。

## 種牡馬時代
引退後はアイルランドの大牧場であるクールモアスタッドで種牡馬生活を送り、北半球がオフシーズン（秋・冬）の時はオーストラリアで種付けを行った。ここでオーストラリア2歳チャンピオンのフライングスパーが出る。その後本国アイルランドでアイリッシュダービー優勝馬デザートキングを出すなどの成功を収めた。2005年にはイギリスにおいて、長らくリーディングサイアーに君臨し続けていたサドラーズウェルズを破るという快挙を成し遂げた。こうした功績により、北半球に本拠地をおく種牡馬がオフシーズンには南半球（オーストラリア・ニュージーランド等）で種付けを行なう「シャトル種牡馬」という畜産ビジネスが確立した。
産駒もまた種牡馬として活躍し、北半球ではデインヒルダンサーが2009年イギリス・アイルランドリーディングサイアー、ダンシリが2007年フランスリーディングサイアーに、南半球ではフライングスパーが2006-2007年、リダウツチョイスが2005-2006年と2009-2010年、ファストネットロックが2011-2012年と2014-2015年にオーストラリアリーディングサイアーになっている。
日本では1996年に1年だけリース種牡馬としてイーストスタッドで種牡馬生活を送った。産駒としてフサイチソニック（神戸新聞杯）やブレイクタイム（京成杯オータムハンデキャップ2回・安田記念2着）などの活躍馬を出したが、当初の期待ほどの大物産駒は現れなかった（ただし、1997年生まれの生産年別統計ではサンデーサイレンス・トニービンに次ぐ3位で、ブライアンズタイムなどよりは上位の成績を残してはいた）。その他外国産馬としてではあるが、秋華賞およびエリザベス女王杯を優勝したファインモーションやエプソムカップ勝ち馬のツクバシンフォニーなどを出している。その後も産駒が何頭か輸入されていたが、海外における実績と比較してやや小粒な印象は否めなかった。
母の父としても良績を残しており、凱旋門賞優勝馬デインドリームなどのほか、日本でもエイジアンウインズ（ヴィクトリアマイル）、フェノーメノ（天皇賞（春）2回）といったGI馬を出した。特に父ガリレオとの配合には顕著な実績を挙げ、歴代最高レーティングを獲得したフランケルを代表として多くの活躍馬を輩出している。

### 種牡馬成績
- イギリス・アイルランドリーディングサイアー - 3回（2005年-2007年）
- オーストラリアリーディングサイアー - 9回（1994/95年-1996/97年、1999/00年-2004/05年）
- フランスリーディングサイアー - 2回（2001年、2007年）

### 主な産駒
- 1991年産
  - キッシングカズン (Kissing Cousin)  - コロネーションステークス
  - ジョワデニーズ (Joie Denise)  - クイーンズランドオークス
  - ダナシンガ (Danasinga)  - ストラドブロークハンデキャップ
  - ダナラニ (Danarani)  - フライトステークス
  - ダンゼロ (Danzero)  - ゴールデンスリッパーステークス
  - デインウイン (Danewin)  - スプリングチャンピオンステークス、ローズヒルギニー、コーフィールドステークス、マッキノンステークス、ドゥーンベンステークス
  - デイニッシュ (Danish)  - クイーンエリザベス2世チャレンジカップ
- 1992年産
  - ナッシンライカデイン（Nothin' Leica Dane） - ヴィクトリアダービー、スプリングチャンピオンステークス
  - フライングスパー (Flying Spur)  - ゴールデンスリッパーステークス、オールエイジドステークス、オーストラリアンギニー
- 1993年産
  - デインヒルダンサー (Danehill Dancer)  - フェニックスステークス、ナショナルステークス
  - デインリッパー (Dane Ripper)  - コックスプレート、ストラドブロークハンデキャップ、オーストラリアンカップ、マニカトステークス
  - マジックオブシドニー (Magic of Sydney)  - スプリングチャンピオンステークス
  - マーレーン (Merlene)  - ゴールデンスリッパーステークス、AJCサイアーズプロデュースステークス
- 1994年産
  - スペシャルデイン (Special Dane)  - CFオーアステークス
  - デザートキング (Desert King)  - アイリッシュダービー、アイリッシュ2000ギニー
  - デインタイム (Danetime)  - 種牡馬
- 1995年産
  - アリーナ (Arena)  - ヴィクトリアダービー、カンタベリーギニー
  - タイガーヒル (Tiger Hill)  - バーデン大賞2回、バイエルンツフトレネン
  - デーンロー (Danelagh)  - ブルーダイヤモンドステークス
  - フェアリーキングプローン (Fairy King Prawn)  - 安田記念、香港スプリント
  - ミスデインヒル (Miss Danehill)  - クイーンズランドオークス
- 1996年産
  - インディアンデインヒル (Indian Danehill)  - ガネー賞
  - エメラルドドリーム (Emerald Dream)  - ニュージーランド国際ステークス
  - カットバード (Catbird)  - ゴールデンスリッパーステークス
  - コマンズ (Commands)  - 種牡馬
  - ダンシリ (Dansili)  - 種牡馬
  - ブラックフライヤーズ (Blackfriars)  - ヴィクトリアダービー
  - リダウツチョイス（Redoute's Choise） - ブルーダイヤモンドステークス、コーフィールドギニー、マニカトステークス、CFオーアステークス
  - レッセフェール (Laisserfaire)  - ケープフライングチャンピオンシップ2回、SAフィリーズスプリント2回、コンピュータフォームスプリント
  - ワナビーグランド (Wannabe Grand)  - チェヴァリーパークステークス
- 1997年産
  - アジア (Asia)  - サウスオーストラリアンオークス
  - キーパー (Keeper)  - グッドウッドハンデキャップ
  - ミスターマーフィー (Mr. Murphy)  - オーストラリアンギニー、フューチュリティステークス、イートウェルリヴウェルカップ
- 1998年産
  - アーリントンロード (Arlington Road)  - オールエイジドステークス
  - アクワレリスト (Aquarelliste)  - ディアヌ賞、ヴェルメイユ賞、ガネー賞
  - ヴァイキングルーラー (Viking Ruler)  - スプリングチャンピオンステークス
  - デインストーム (Dane storm)  - ブリズベーンカップ
  - ハハ (Ha Ha)  - ゴールデンスリッパーステークス、フライトステークス
  - バンクスヒル (Banks Hill)  - BCフィリー&メアターフ、ジャック・ル・マロワ賞、コロネーションステークス
  - マジカルミス (Magical Miss)  - VATC1000ギニー、ヴィクトリアオークス
  - モーツァルト (Mozart)  - ジュライカップ、ナンソープステークス
  - リーガルローズ (Regal Rose)  - チェヴァリーパークステークス
- 1999年産
  - ウェスターナー (Westerner)  - アスコットゴールドカップ、カドラン賞、ロワイヤルオーク賞
  - ザデューク (The Duke)  - 香港マイル
  - ドレストゥスリル (Dress to Thrill)  - メイトリアークステークス
  - ファインモーション（エリザベス女王杯、秋華賞）
  - プラチナムシザーズ (Platinum Scissors)  - スプリングチャンピオンステークス
  - ラッキーオーナーズ (Lucky Owners)  - 香港マイル、香港ダービー
  - ラローチャ (Larrocha)  - サウスオーストラリアンオークス
  - ランドシーア (Landseer)  - プール・デッセ・デ・プーラン
  - ロックオブジブラルタル  (Rock of Gibraltar)  - 2000ギニー、アイリッシュ2000ギニー、St.ジェームズパレスステークス、サセックスステークス、ムーランドロンシャン賞、仏グランクリテリウム、デューハーストステークス
- 2000年産
  - インターコンチネンタル (Intercontinental)  - BCフィリー&メアターフ
  - エクシードアンドエクセル (Exceed and Excel)  - ニューマーケットハンデキャップ
  - エルヴストローム (Elvstroem)  - ドバイデューティーフリー、ヴィクトリアダービー、アンダーウッドステークス、コーフィールドカップ、CFオーアステークス
  - クロドヴィル (Clodovil)  - プール・デッセ・デ・プーラン
  - シンジグ (Shinzig)  - CFオーアステークス
  - スパルタクス (Spartacus)  - フェニックスステークス、伊グランクリテリウム
  - ライトジグ (Light Jig)  -サンクルー大賞
- 2001年産
  - アクアダモーレ（Aqua d'Amore） - MRCフューチュリティステークス
  - アルティストロワイヤル (Artiste Royal)  - クレメント・L・ハーシュメモリアルターフカップステークス
  - アルマーヘル (Al Maher)  - オーストラリアンギニー
  - カシーク (Cacique)  - マンハッタンハンデキャップ、マンノウォーステークス
  - グレイリラス (Grey Lilas)  - ムーランドロンシャン賞
  - ジッピング (Zipping)  - オーストラリアンカップ、ターンブルステークス
  - デヴィルムーン (Devil Moon)  - ターンブルステークス
  - ノースライト (North Light)  - ダービーステークス
  - パンクティラス (Punctilious)  - ヨークシャーオークス
  - ファストネットロック (Fastnet Rock)  - ライトニングステークス、オークレイプレート
- 2002年産
  - エシュロン (Echelon)  - メイトロンステークス
  - オラトリオ (Oratorio)  - アイリッシュチャンピオンステークス、エクリプスステークス、ジャン・リュック・ラガルデール賞
  - ダルシブラーマ (Darci Brahma)  - TJスミスクラシック、ニュージーランド2000ギニー、ファミリーホテルWFA、テレグラフハンデキャップ、ワイカトドラフトスプリント
  - マウンテンハイ (Mountain High)  - サンクルー大賞
  - ルアスライン (Luas Line)  - ガーデンシティブリーダーズカップハンデキャップ
- 2003年産
  - オージールールズ (Aussie Rules)  - プール・デッセ・デ・プーラン、ターフマイルステークス
  - シャンゼリゼ (Champs Elysees)  - カナディアンインターナショナルステークス、ハリウッドターフカップ、ノーザンダンサーターフステークス
  - ジョージワシントン (George Washington)  - 2000ギニー、クイーンエリザベス2世S
  - ディラントーマス (Dylan Thomas)  - 凱旋門賞、アイリッシュダービー、キングジョージ、アイリッシュチャンピオンステークス2回、ガネー賞
  - ホレーショネルソン (Horatio Nelson)  - ジャンリュックラガルデール賞
  - ルンペルシュチルツヒェン (Rumpelstiltskin)  - モイグレアスタッドステークス、マルセルブサック賞
- 2004年産
  - シンプリーパーフェクト (Simply Perfect)  - ファルマスステークス、フィリーズマイル
  - デュークオブマーマレード (Duke of Marmalade)  - キングジョージ、ガネー賞、タタソールズゴールドカップ、プリンスオブウェールズステークス、英国際ステークス
  - ホーリーローマンエンペラー (Holy Roman Emperor)  - フェニックスステークス、ジャンリュックラガルデール賞
  - ピーピングフォーン (Peeping Fawn)  - アイリッシュオークス、ヨークシャーオークス
  - プロミシングリード (Promising Lead)  - プリティーポリーステークス

### そのほか日本調教馬
- ここではGI級競走以外の重賞勝ち馬のみを列挙する
  - 1991年産
    - ケイシュウトライ（高崎大賞典）

  - 1993年産
    - ゼネラリスト（金鯱賞、シンザン記念）
    - ツクバシンフォニー（エプソムカップ）
    - ゲイリーフラッシュ（シルクロードステークス）

  - 1995年産
    - エアスマップ（オールカマー）

  - 1997年産
    - フサイチソニック（神戸新聞杯）
    - ブレイクタイム（京成杯オータムハンデキャップ2勝）

  - 1998年産
    - エアエミネム（札幌記念、神戸新聞杯、オールカマー、函館記念）

### 母の父としての主な産駒
- 1999年産
  - サンデージョイ（Sunday Joy）- オーストラリアンオークス
- 2000年産
  - ヴェンジェンスオブレイン（Vengeance of Rain）- ドバイシーマクラシック、クイーンエリザベス2世カップ、香港カップ、香港ダービー
- 2001年産
  - ディゼール（Dizelle） - オーストラリアンオークス
  - ベアリーアモーメント（Barely a Moment）- サイアーズプロデュースステークス、ドバイレーシングクラブカップ、トゥーラックハンデキャップ
- 2002年産
  - ベニチオ（Benicio）- ヴィクトリアダービー
  - エイブルワン（Able One）- チャンピオンズマイル2回、香港マイル
  - パーフェクトリーレディ（Perfectly Ready）- グッドウッドハンデキャップ
  - デビアス（De Beers）- ローズヒルギニー
- 2003年産
  - ナンニナ（Nannina）- フィリーズマイル、コロネーションステークス
  - ジャストモーメント（Juste Momente）- ロバートサングスターステークス
- 2004年産
  - テオフィロ （Teofilo）- デューハーストステークス、ナショナルステークス
  - エイジアンウインズ -ヴィクトリアマイル
  - カマリラ（Camarilla）- サイアーズプロデュースステークス

- 2005年産
  - チマデトリオンフ（Cima de Triomphe）- アイリッシュダービー
  - レアーン（Reaan）- ブルーダイヤモンドステークス
- 2006年産
  - アートコノサー（Art Connoisseur）- ゴールデンジュビリーステークス
  - ロイヤルダイヤモンド（Royal Diamond）- アイリッシュセントレジャー
  - アロハ（Aloha）- クールモアクラシック
  - インテンスフォーカス（Intense Focus）- デューハーストステークス
- 2007年産
  - チャチャマイディー（Chachamaidee）- メイトロンステークス
  - サラリンクス（Sarah Lynx）- カナディアンインターナショナルステークス
  - バズワード（Buzzword）- ドイチェスダービー
  - シユーニ（Siyouni）- ジャン・リュック・ラガルデール賞
- 2008年産
  - フランケル（Frankel）- デューハーストステークス、2000ギニー、セントジェームズパレスステークス、サセックスステークス連覇、クイーンエリザベス2世ステークス、ロッキンジステークス、クイーンアンステークス、インターナショナルステークス、チャンピオンステークス、14戦無敗
  - デインドリーム （Danedream）- ベルリン大賞、バーデン大賞連覇、凱旋門賞、キングジョージ6世&クイーンエリザベスステークス
  - シユーマ （Siyouma）- サンチャリオットステークス、E.P.テイラーステークス
  - ロデリックオコナー（Roderic O'Connor）- クリテリウム・アンテルナシオナル、アイリッシュ2000ギニー
- 2009年産
  - フェノーメノ - 天皇賞（春）連覇、青葉賞、セントライト記念、日経賞
  - ノーブルミッション（Noble Mission）- タタソールズゴールドカップ、サンクルー大賞、チャンピオンステークス
  - レッドキングダム - 中山大障害[1]
  - メイビー（Maybe）- モイグレアスタッドステークス
  - ロマネティカ（Romantica）- ジャンロマネ賞
  - ナバラ（Nayarra）- グランクリテリウム
  - モアザンセイクリッド（More Than Sacred）- ニュージーランドオークス
- 2010年産
  - アンテロ （Intello）- ジョッケクルブ賞
  - コズミックエンデバー（Cosmic Endeavour）- タタソールズティアラ、カンタベリーステークス
  - インテグラル（Integral）- ファルマスステークス
  - シークアゲイン（Seek Again）- ハリウッドダービー
  - マジックハリケーン（Magic Hurricane）- メトロポリタンハンデキャップ
- 2011年産
  - クリセリアム（Chriselliam）- フィリーズマイル、ブリーダーズカップ・ジュヴェナイルフィリーズターフ
  - ターンミールーズ（Turn Me Loose）- ニュージーランド2000ギニー、カンターラステークス、フューチュリティステークス
  - フリーイーグル（Free Eagle）- プリンスオブウェールズステークス
  - タペストリー（Tapestry）- ヨークシャーオークス
- 2012年産
  - ハイランドリール（Highland Reel）- セクレタリアトステークス、香港ヴァーズ2回、キングジョージ6世&クイーンエリザベスステークス、ブリーダーズカップ・ターフ、コロネーションカップ、プリンスオブウェールズステークス
  - ベラード（Belardo）- デューハーストステークス、ロッキンジステークス
  - プライドオブドバイ（Pride Of Dubai）- ブルーダイヤモンドステークス、サイアーズプロデュースステークス
  - ディックウイッティントン（Dick Whittington）- フェニックスステークス
  - ブルドッグボス - JBCスプリント
  - バンクーバー（Vancouver）- ゴールデンスリッパーステークス
- 2013年産
  - ドーヴィル（Deauville）- ベルモントダービーインビテーショナルステークス
- 2014年産
  - サトノアレス - 朝日杯フューチュリティステークス
  - ヤングスター（Youngstar）- クイーンズランドオークス
- 2016年産
  - ジャパン（Japan）- インターナショナルステークス、パリ大賞典
  - イリデッサ（Iridessa）- フィリーズマイル、プリティーポリーステークス、メイトロンステークス、ブリーダーズカップ・フィリー&メアターフ
  - ムタマキナ（Mutamakina）- E.P.テイラーステークス
  - ファンスター（Funstar）- フライトステークス
- 2017年産
  - モーグル（Mogul）- パリ大賞典、香港ヴァーズ
  - オーダーオブオーストラリア（Order of Australia）- ブリーダーズカップ・マイル
  - イーヴンソー（Even So）- アイリッシュオークス
  - ハイフィールドプリンセス（Highfield Princess）- モーリス・ド・ゲスト賞、ナンソープステークス、フライングファイブステークス、アベイ・ド・ロンシャン賞
- 2018年産
  - サンタバーバラ（Santa Barbara）- ベルモントオークス、ビヴァリーD・ステークス
  - キプリオス（Kyprios）- ゴールドカップ2回、グッドウッドカップ2回、アイリッシュセントレジャー2回、カドラン賞2回
  - マスターオブザシーズ（Master Of The Seas）- ウッドバインマイル、ブリーダーズカップ・マイル、メーカーズマークマイルステークス
  - モーニントングローリー（Mornington Glory）- モイアステークス
- 2020年産
  - プラウドアンドリーガル（Proud And Regal）- クリテリウムドアンテルナシオナル

## 血統表
| デインヒルの血統     | デインヒルの血統                | デインヒルの血統          | （血統表の出典）          | （血統表の出典） |
| 父系                 | ダンジグ系                      | ダンジグ系                | ダンジグ系                |                  |
| 父 Danzig 1977 鹿毛  | 父の父Northern Dancer 1961 鹿毛 | Nearctic                  | Nearco                    | Nearco           |
| 父 Danzig 1977 鹿毛  | 父の父Northern Dancer 1961 鹿毛 | Nearctic                  | Lady Angela               |                  |
| 父 Danzig 1977 鹿毛  | 父の父Northern Dancer 1961 鹿毛 | Natalma                   | Native Dancer             | Native Dancer    |
| 父 Danzig 1977 鹿毛  | 父の父Northern Dancer 1961 鹿毛 | Natalma                   | Almahmoud                 |                  |
| 父 Danzig 1977 鹿毛  | 父の母Pas de Nom 1968 黒鹿毛    | Admiral's Voyage          | Crafty Admiral            | Crafty Admiral   |
| 父 Danzig 1977 鹿毛  | 父の母Pas de Nom 1968 黒鹿毛    | Admiral's Voyage          | Olympia Lou               |                  |
| 父 Danzig 1977 鹿毛  | 父の母Pas de Nom 1968 黒鹿毛    | Petitioner                | Petition                  | Petition         |
| 父 Danzig 1977 鹿毛  | 父の母Pas de Nom 1968 黒鹿毛    | Petitioner                | Steady Aim                |                  |
| 母 Razyana 1981 鹿毛 | 母の父His Majesty 1968 鹿毛     | Ribot                     | Tenerani                  | Tenerani         |
| 母 Razyana 1981 鹿毛 | 母の父His Majesty 1968 鹿毛     | Ribot                     | Romanella                 |                  |
| 母 Razyana 1981 鹿毛 | 母の父His Majesty 1968 鹿毛     | Flower Bowl               | Alibhai                   | Alibhai          |
| 母 Razyana 1981 鹿毛 | 母の父His Majesty 1968 鹿毛     | Flower Bowl               | Flower Bed                |                  |
| 母 Razyana 1981 鹿毛 | 母の母Spring Adieu 1974 鹿毛    | Buckpasser                | Tom Fool                  | Tom Fool         |
| 母 Razyana 1981 鹿毛 | 母の母Spring Adieu 1974 鹿毛    | Buckpasser                | Busanda                   |                  |
| 母 Razyana 1981 鹿毛 | 母の母Spring Adieu 1974 鹿毛    | Natalma                   | Native Dancer             | Native Dancer    |
| 母 Razyana 1981 鹿毛 | 母の母Spring Adieu 1974 鹿毛    | Natalma                   | Almahmoud F-No.2-d        |                  |
| 5代内の近親交配      | Natalma 3×3、Hyperion 5×5       | Natalma 3×3、Hyperion 5×5 | Natalma 3×3、Hyperion 5×5 |                  |

- 祖母Spring Adieuはノーザンダンサーの半妹。
- 全妹Harpiaの孫にレモンポップ。